# Jyamdi Mandan
Jyamdi Mandan (nep. ज्याम्दी मण्डन) – gaun wikas samiti w środkowej części Nepalu w strefie Bagmati w dystrykcie Kavrepalanchok. Według nepalskiego spisu powszechnego z 2001 roku liczył on 1022 gospodarstw domowych i 5303 mieszkańców (2698 kobiet i 2605 mężczyzn).